# Hacktivisme
Onder hacktivisme verstaat men, ruim gezien, het inzetten van de computerkennis en het internet als daad van protest. In enge zin van het woord kán hacktivisme een subversieve activiteit zijn, waarbij informaticasystemen aangevallen worden om deze buiten werking te stellen of er gegevens uit te stelen. Maar hacktivisme betekent niet per definitie een overtreding van de geldende wet- en regelgevingen.
Het begrip hacktivisme is een porte-manteau, gevormd door het samenvoegen van de woorden hacken en activisme.
Iemand die aan hacktivisme doet, wordt een hacktivist genoemd.

## Vormen van hacktivisme

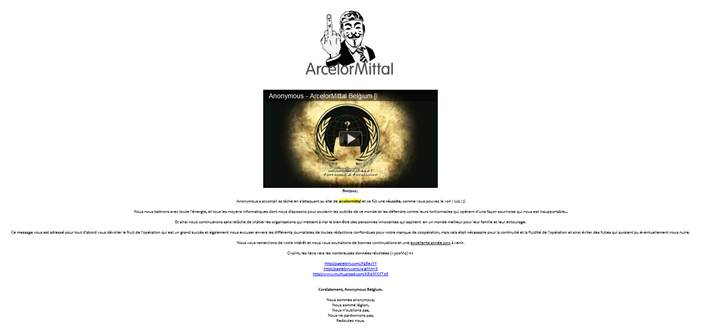
Defacing van de webpagina van ArcelorMittal België door het hackerscollectief Anonymous.

De bekendste vorm van (enig wederrechterlijk) hacktivisme is het defacen van websites. Daarbij wordt de inhoud van een webpagina vervangen door een sociaal-politieke boodschap. Deze vorm van hacktivisme wordt ook toegepast op websites van private organisaties, die het volgens hacktivisten niet nauw nemen met bijvoorbeeld ethische standaarden, of op websites van willekeurige mensen of organisaties die verder niets met de kwestie van doen hebben.
Een andere vorm van hacktivisme is het volstrekt legitiem ontwikkelen van nieuwe technieken om bijvoorbeeld de vrijheid van meningsuiting of specifiek ieders online privacy te (kunnen) beschermen.

## Elementen van hacktivisme
- Politieke motivatie
- Activisme
- Computercriminaliteit
- Digitale innovatie
- Anonimiteit
- Humor

## Trends van hacktivisme
- Criminelen die uit zijn op handelsgeheimen en intellectueel eigendom.
- Het aantal aanvallen van buiten stijgt. Zo wordt er zelden gehackt door iemand van binnen de organisatie. Bij 96% van de gevallen kwam de aanval van buitenaf.
- Hacking en malware zijn de populairste aanvalsmethoden. Het gebruik van deze technieken liep gelijk met het aantal externe aanvallen in 2011. Hacking en malware bieden aanvallers een eenvoudige manier om misbruik te maken van kwetsbaarheden in de beveiliging van organisaties om toegang te krijgen tot de vertrouwelijke gegevens.
- Criminelen richten hun pijlen op persoonlijk herleidbare informatie. Gegevens, zoals namen, contactgegevens en burgeridentificatienummers vormen een steeds populairder doelwit van cybercriminelen.
- Compliance is geen garantie voor een effectieve beveiliging. Compliance-programma's, zoals Payment Card Industry Data Security Standard, geven nuttige richtlijnen voor het verbeteren van de beveiliging, maar staan niet garant voor een volledige bescherming.[2] Digitale veiligheid, maar bijvoorbeeld ook online financiële innovatie (zoals bijvoorbeeld de ontwikkeling van de bitcoin), vonden hun oorsprong veelal dankzij de inzet van doorgaans onbezoldigde hacktivisten.
- Maatschappelijke onrechtvaardigheid, wederrechtelijke repressie door dictatoriale regimes, het verdedigen van de mensenrechten en bijvoorbeeld specifiek ieders recht op (online) privacy, vormen veelal de aanzet tot hacktivisme.

## Hacktivistische groeperingen
- 1984 network liberty alliance
- Anonymous
- Chaos Computer Club
- Cult of the Dead Cow (CDC)
- HEC
- Jester
- milw0rm
- LulzSec
- Telecomix
- Works Against Nuclear Killers (WANK)

## Geschiedenis
Sinds het begin van het internettijdperk is er al duizenden keren gebruikgemaakt van hacktivisme om een boodschap duidelijk te maken. Een selectie:
- 1989 : een aanval van Worms Against Nuclear Killers (WANK) op de computers van de NASA.[3]
- 1996 : Cult of Dead Cow (CDC) gebruikt voor het eerst de term "Hacktivisme".
- 2010 : Anonymous maakte via het programma LOIC iedere gebruiker een hacktivist tijdens een aanval op Mastercard en Visa.